# Bulgária az 1956. évi téli olimpiai játékokon
Bulgária az olaszországi Cortina d’Ampezzóban megrendezett 1956. évi téli olimpiai játékok egyik részt vevő nemzete volt. Az országot az olimpián 2 sportágban 7 sportoló képviselte, akik érmet nem szereztek.

## Alpesisí
Férfi
| Versenyző            | Versenyszám      | 1. futam       | 1. futam       | 2. futam | 2. futam | Összesítés | Összesítés |
| Versenyző            | Versenyszám      | Idő            | Hely.          | Idő      | Hely.    | Idő        | Helyezés   |
| -------------------- | ---------------- | -------------- | -------------- | -------- | -------- | ---------- | ---------- |
| Petar Ivanov Angelov | Lesiklás         |                |                |          |          | 3:38,5     | 27.        |
| Petar Ivanov Angelov | Műlesiklás       | 1:49,1         | 33.            | 2:27,1   | 39.      | 4:16,2     | 32.        |
| Petar Ivanov Angelov | Óriás-műlesiklás |                |                |          |          | 3:40,0     | 44.        |
| Georgi Dimitrov      | Lesiklás         |                |                |          |          | 3:18,1     | 18.        |
| Georgi Dimitrov      | Műlesiklás       | 1:35,2         | 22.            | 2:00,7   | 14.      | 3:35,9     | 13.        |
| Georgi Dimitrov      | Óriás-műlesiklás |                |                |          |          | 3:28,9     | 34.        |
| Georgi Varoskin      | Lesiklás         |                |                |          |          | 3:30,0     | 24.        |
| Georgi Varoskin      | Műlesiklás       | idő nem ismert | idő nem ismert | kizárták | kizárták | kiesett    | kiesett    |
| Georgi Varoskin      | Óriás-műlesiklás |                |                |          |          | 3:33,9     | 41.        |

## Sífutás
Férfi
| Versenyző       | Versenyszám | Eredmény | Helyezés |
| --------------- | ----------- | -------- | -------- |
| Hriszto Doncsev | 30 km       | 2:02:10  | 43.      |
| Hriszto Doncsev | 50 km       | 3:26:06  | 26.      |
| Zaharin Grivev  | 15 km       | 58:11    | 54.      |
| Zaharin Grivev  | 30 km       | 2:03:21  | 44.      |
| Dimitri Petrov  | 15 km       | 57:53    | 53.      |

Női
| Versenyző     | Versenyszám | Eredmény | Helyezés |
| ------------- | ----------- | -------- | -------- |
| Marija Dimova | 10 km       | 45:52    | 34.      |